# インターロッキングブロック

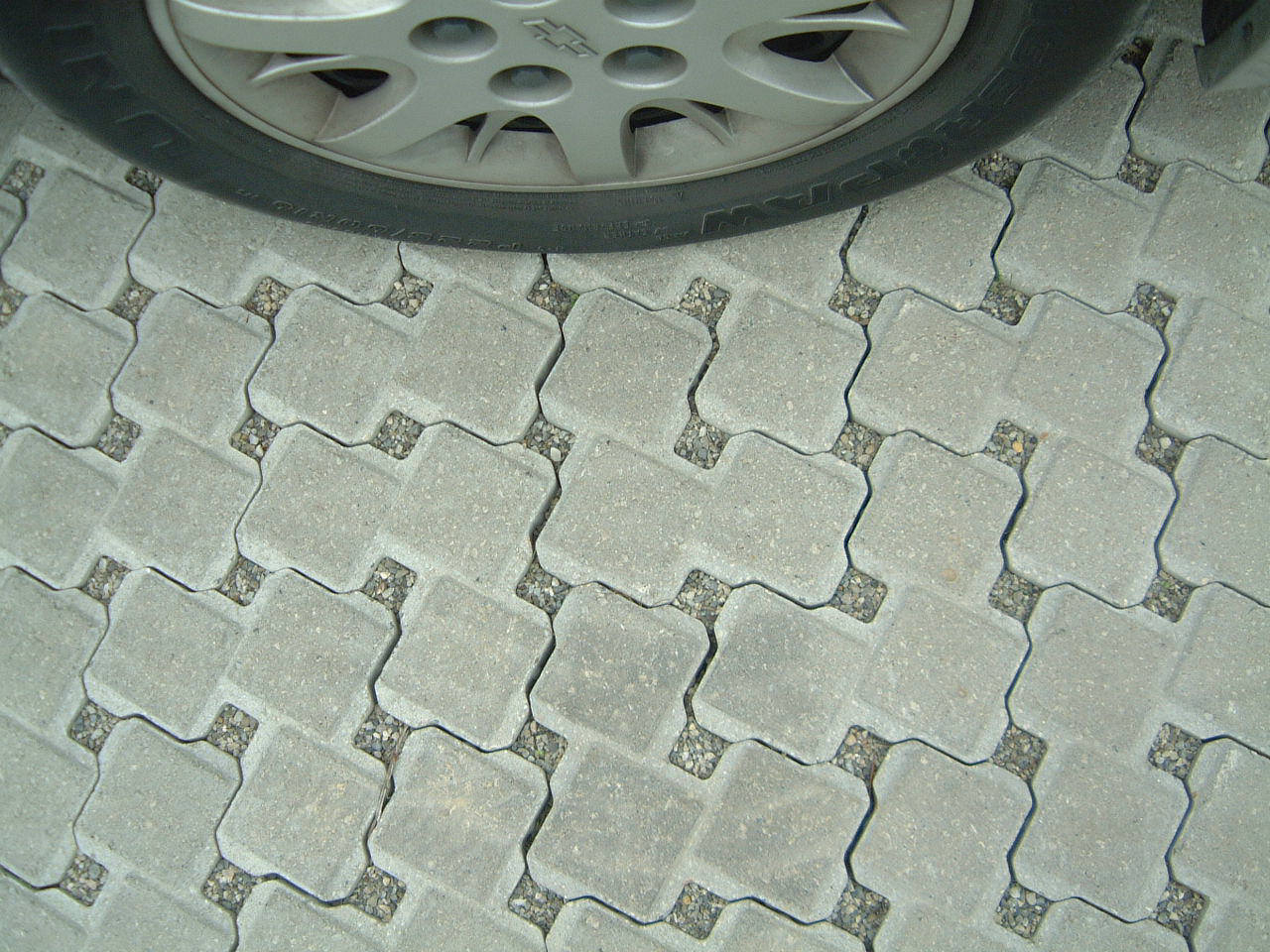
インターロッキングブロック舗装
目地には砂を使っているので、雨水がしみ込む

インターロッキングブロック（Interlocking Block）とは、舗装に用いるコンクリートブロックの一種。

## 概要
道路やパブリックスペースなどの舗装に使われるブロックの一種。荷重がかかった際に目地を介してブロック同士が噛み合い（インターロックし）荷重が分散される構造となっている。このブロックを使った舗装は、雨水が地面にしみ込みやすく、都市型水害や地盤沈下を緩和する効果をもつ。インターロッキングブロック舗装技術協会では「エコロジカルな舗装材料」と謳っている。一方で、積雪寒冷地においてはロードヒーティングの敷設面で使用すると、ブロック内の空気が路盤からの熱を遮断するため、アスファルトやコンクリート仕上げの路面に比べて、融雪が進みにくいという側面もある。また目地から雑草が生えやすく、メンテナンスが必要となる。
なお、インターロッキングブロックの形状は長方形、正方形、六角形、八角形など多種多様である。

## 施工
一般的なインターロッキングブロックを用いた舗装の施工手順は以下の通りである。
1. クッション砂敷き込み
2. インターロッキングブロックの敷き込み
3. コーナー部の仕上げと目地詰め
4. 敷き詰めたブロックの上を締固め用機械によって転圧
5. 空隙部分に乾燥した砂をほうきなどで目地詰め